# ライオンズタワー仙台大手町
ライオンズタワー仙台大手町（ライオンズタワーせんだいおおてまち）は、宮城県仙台市青葉区大手町に建つ超高層マンションである。仙台家庭裁判所跡地で、西公園通と五ツ橋通の接続部にある。

## 概要
仙台市における都心回帰の流れに対応し、大京が計画・販売をした。
当マンションは、広瀬川の河岸段丘である仙台中町段丘の縁、すなわち、段丘崖の直上に建っており、仙台城天守台から都心部を眺めると広瀬川を挟んで最も目立つ位置にある。当地は、江戸時代には地形的に凸である景勝地「仙台七崎」の1つに数えられ、「藤ヶ崎」と呼ばれていた眺めの良い場所である。現在も、西公園や広瀬川、青葉山公園などに近い環境のいい土地である。また、江戸時代には片平丁の一部であり、仙台城に対峙する場所で眺めが良いこともあり、伊達家一族や仙台藩重臣が住んでいた。
一方で当地は、急傾斜地法に基いて宮城県が指定した急傾斜地崩壊危険区域になっているため、予想される宮城県沖地震などの大地震に耐えられるのか不安になった段丘崖下（仙台下町段丘）の花壇大手町町内会が、建築主である大京との間で「地震で高層マンションが崩壊して町内会に損害を与えた場合は大京が責任を持って補償する」という条文を盛り込んだ確認書を2006年（平成18年）7月7日に締結した。ブリヂストン社製免震構造を施した最新のマンションであったが、構造計算書偽造問題（2005年）が世間を賑わしていた時期でもあり、大京が妥協した形となった。

## 周辺
- 西公園
- 青葉通
- 西公園通
- 五橋通

ほか

## アクセス
- 仙台市営バス「大町西公園」バス停より徒歩3分
- 仙台市地下鉄東西線・大町西公園駅より徒歩2分